# Calochortus coxii
Calochortus coxii är en liljeväxtart som beskrevs av M.R.Godfrey och Callahan. Calochortus coxii ingår i släktet Calochortus och familjen liljeväxter. Inga underarter finns listade.